# À la volonté du peuple
À la volonté du peuple, aussi connu sous le titre de sa version anglaise Do You Hear the People Sing? (traduisible en français par « Entendez-vous le peuple chanter ? ») est l'une des chansons principales et des plus connues de la comédie musicale Les Misérables créée en 1980. Chantée à deux reprises dans la comédie musicale, composée par Claude-Michel Schönberg et écrite par Alain Boublil et Jean-Marc Natel, son premier interprète fut Michel Sardou. L'adaptation en anglais de la comédie musicale, et donc de la chanson, est effectuée par Herbert Kretzmer en 1985.

## Histoire
La chanson est d'abord interprétée dans l'acte I par Enjolras et les autres étudiants de l'ABC Café alors qu'ils se préparent à lancer une rébellion dans les rues de Paris lors de la procession funèbre du général Jean Maximilien Lamarque. Elle est à nouveau chantée dans le final. Cette deuxième version est chantée par Jean Valjean et l’ensemble de la troupe. Les paroles ont été modifiées et deviennent progressivement plus fortes à chaque strophe.
La chanson est un appel à la révolution pour que les gens surmontent l'adversité. Les barricades mentionnées dans la chanson sont érigées par les étudiants rebelles dans les rues de Paris lors du deuxième acte de la comédie musicale. Ils doivent entraîner la garde nationale au combat et déclencher un soulèvement civil visant à renverser le gouvernement, mais leur rébellion échouera finalement.

## L'originale: la version française
À la volonté est composée par Claude-Michel Schönberg et les paroles sont écrites par Alain Boublil et Jean-Marc Natel ; elle a (dans l'album-concept de 1980), comme premier interprète est Michel Sardou et, est créé à la scène au Palais des Sports de Paris, par Christian Ratellin qui incarne Enjolras.
Initialement À la volonté du peuple (dans sa version originale), n'est pas prévue comme chanson finale par l'ensemble de la troupe. Ce n'est que plus tard qu'elle devint la chanson finale de la comédie musicale lorsque sa mise en scène est réorganisée lors de l'adaptation anglaise. Ce changement est également adopté dans les versions ultérieures en français et les paroles de la version chantée dans le finale francophone de ces versions ultérieures se rapprochent plus de la version anglophone, mais la version chantée dans l'acte I reste l'originale.

## Adaptations étrangères

### Version anglaise
La version anglaise est écrite en 1985 par Herbert Kretzmer pour créer la version anglophone de la comédie musicale avec l'appui du producteur Cameron Mackintosh. C'est à partir de ce moment-là qu'elle fut chantée deux fois au cours de la comédie musicale.

### Version néerlandaise
De 1991 à 1992, Les Misérables ont été joués pour la première fois aux Pays-Bas à Amsterdam au théâtre royal Carré et dans le nouveau Circustheater de Schéveningue. Pour l'occasion une version en néerlandais Hoor je 't zingen op de straat? a été écrite. C'est Henk Poort a qui jouais le rôle de Jean Valjean et Bill Van Dijk celui d'Enjolras.

### Version multilingue
Lors du concert spécial du 10e anniversaire des Misérables en 1995, À la volonté du peuple a été chantée par 17 acteurs différents qui ont joué Jean Valjean à travers le monde. Chaque acteur a interprété une ligne de la chanson dans sa propre langue : en anglais, français, allemand, japonais, hongrois, suédois, polonais, néerlandais, norvégien, tchèque, danois et islandais.

### Version turque
Une autre adaptation non officielle de À la volonté du peuple en turc, intitulée Duyuyor Musun Bizi İşte Çapulcu'nun Sesi a été chantée pendant les manifestations du parc Gezi.

### Version philippine
En 2017, à l'occasion du 45e anniversaire de la déclaration de la loi martiale prononcée par le président et dictateur philippin Ferdinand Marcos, une adaptation non officielle en philippin, intitulée Di Mo Ba Naririnig?, a été utilisée comme chanson de protestation.

### Version en chinois
Dans les pays et régions de langues chinoises, il existe de nombreuses versions dialectales de la chanson. Parmi les plus populaires, celle en mandarin (en chinois standard : 普通话 -民众呐喊) est une traduction authentique des paroles en anglais. Celle en cantonais - 問誰未發聲 - et celle en taïwanais - 你敢有聽着咱的歌 - sont des versions qui mélangent traductions dialectales et paroles en anglais. Elles comprennent des références spécifiques aux manifestations politiques correspondantes (voir ci-dessous).

## Utilisations sociales et politiques

### Reprise comme chanson de protestation

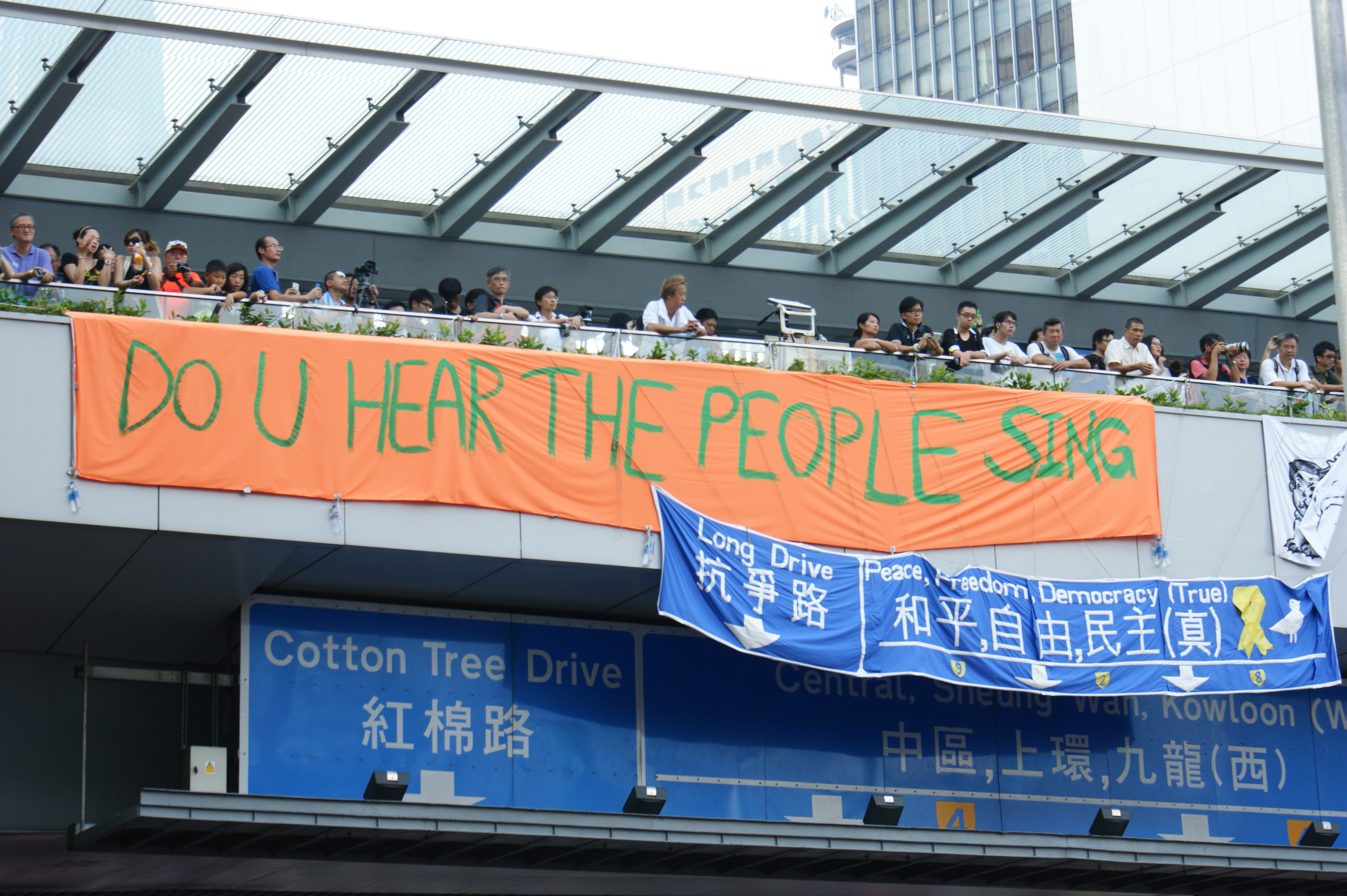
La chanson utilisée comme slogan lors des manifestations de 2014 à Hong Kong

Il y a des adaptations non officielles de  À la volonté du peuple en cantonais et en taïwanais, il s’agit de chansons de protestation. Les versions les plus connues incluent Asking Who That Hasn't Spoken Out ( 未 發聲 ), écrit en cantonais pour Occupy Central with Love and Peace (en), et Lí Kám Ū Thiann-tio̍h Lán Ê Kua (你 敢 有 聽 着 的歌) en taïwanais.
La chanson est chantée lors de manifestations à Hong Kong en 2019,. La chanson a été censurée et sa version anglaise a été interdite sur diverses plateformes de musique en Chine continentale en raison de son utilisation répandue dans les manifestations anti-extradition.
Outre les adaptations susmentionnées en cantonais et en  taïwanais, The Daily Telegraph a déclaré que la chanson est souvent utilisée par les gens qui protestent un peu partout dans le monde, ajoutant qu'elle avait été entendue lors des manifestations dans le Wisconsin en 2011, lors des manifestations en Turquie en 2013 ou encore lors des manifestations contre l'ouverture d'un restaurant McDonald's en Australie en 2013. Elle a également été utilisée par des manifestants anti-TTIP qui ont interrompu les congrès du TTIP en faisant une flash mob sur cette chanson.
La chanson a également été utilisée pour soutenir les manifestations de Maïdan par Ukraine 2020, qui a diffusé un clip vidéo de la chanson sur YouTube.
En 2016, la chanson a été utilisée comme une chanson de protestation par le mouvement réclamant la démission de Park Geun-hye en Corée du Sud.

### Utilisation en politique
Le 16 septembre 2016, durant sa campagne présidentielle, Donald Trump a utilisé cette chanson lors d'un rassemblement à Miami sous le titre parodique Les Déplorables, en réponse au label controversé de « panier de déplorables » d'Hillary Clinton,.